# Leonardo Morales (calciatore 1991)
Sandro Leonardo Morales (Villa Urquiza, 11 aprile 1991) è un calciatore argentino, difensore del Gimnasia (LP).

## Caratteristiche tecniche
È un terzino destro.

## Carriera
Ha debuttato in Primera División il 27 luglio 2019 disputando con il Gimnasia (LP) l'incontro pareggiato 1-1 contro il Lanús.